# Дистаннид бария
Дистаннид бария — бинарное интерметаллическое неорганическое соединение
бария и олова
с формулой BaSn2,
кристаллы.

## Получение
- Сплавление стехиометрических количеств чистых веществ:

{\displaystyle {\mathsf {Ba+2Sn\ {\xrightarrow {850^{o}C}}\ BaSn_{2}}}}

## Физические свойства
Дистаннид бария образует кристаллы
тригональной сингонии,
пространственная группа P 3m1,
параметры ячейки a = 0,4652 нм, c = 0,5546 нм, Z = 1.
Соединение конгруэнтно плавится при температуре >850 °С.